# Philip Ellis
Philip Ellis (ur. 9 października 1992 roku w Monachium) – brytyjski kierowca wyścigowy.

## Kariera

### Formuła Lista Junior
W wyścigach samochodów jednomiejscowych Philip zadebiutował w 2011 roku, podpisując kontrakt z niemiecką ekipą GU-Racing International, na starty w Formule Lista Junior. Brytyjczyk już w pierwszym podejściu sięgnął w niej po tytuł mistrzowski, pomimo nieobecności w rundzie na torze Red Bull Ring. Ellis ośmiokrotnie stawał na podium, z czego pięciokrotnie na najwyższym jego stopniu. Poza tym sześciokrotnie sięgnął po pole position oraz pięciokrotnie uzyskał najszybszy czas okrążenia.

### Formuła 3
W sezonie 2012 Philip awansował z zespołem GU-Racing do Formuły 3 Euroseries oraz Europejskiej Formuły 3. W żadnej z tych serii nie zdobywał jednak punktów.